# Mormodes warszewiczii
Mormodes warszewiczii är en orkidéart som beskrevs av Johann Friedrich Klotzsch. Mormodes warszewiczii ingår i släktet Mormodes och familjen orkidéer. Inga underarter finns listade i Catalogue of Life.